# Hymenodiscus fragilis
Hymenodiscus fragilis is een tienarmige zeester uit de familie Brisingidae.
De wetenschappelijke naam van de soort werd, als Brisinga fragilis, in 1906 voor het eerst gepubliceerd door Walter Kenrick Fisher. De soort werd beschreven aan de hand van materiaal dat was opgedregd van dieptes tussen 222 en 498 vadem (406 tot 911 meter) bij Hawaï tijdens een tocht met het onderzoeksschip Albatross in voorjaar en zomer van 1902. Het type-materiaal kwam van de zuidkust van het eiland Molokai. Hymenodiscus fragilis was de algemeenste soort die bij het bemonsteren van de wateren rond Hawaï naar boven werd gehaald.